# Seán Connick
Seán Connick (irisch Seán Mac Conmhaic; * 27. August 1963 in New Ross, County Wexford, Irland) ist ein irischer Politiker der Fianna Fáil. 

## Biografie
Connick lebt in Rosbercon in der Nähe von New Ross, war früher Fahrzeughändler und ist Manager von mehreren Fitness- und Gesundheitszentren, gleichzeitig betreibt er einen Großhandel. Wegen eines Verkehrsunfalls ist er querschnittsgelähmt und auf einen Rollstuhl angewiesen.
Er war zunächst kommunalpolitisch und ab 2004 im Wexford County Council vertreten. Bei den Wahlen zum Dáil Éireann 2007 konnte er einen Sitz im Wahlkreis Wexford erhalten.
Am 23. März 2010 wurde Connick von Taoiseach Brian Cowen in der Regierung Cowen zum Staatsminister für Fischerei und Forsten im Landwirtschaftsministerium ernannt. 
Bei den Wahlen 2011 verlor er seinen Sitz im Dáil Éireann. Es scheiterte auch der Versuch, über die Landwirtschaftsliste erneut in den Seanad einzuziehen. 
Seit 2014 ist er Geschäftsführer der John Fitzgerald Kennedy Stiftung.